# Ludwig Budde
Ludwig Budde (* 10. September 1913 in Werne; † 31. März 2007 in Münster) war ein deutscher Klassischer Archäologe.

## Leben
Nach dem Abitur 1933 studierte er an der Universität Münster und der Universität Berlin Klassische Archäologie, Kunstgeschichte und Klassische Philologie. Mit einer Doktorarbeit bei Gerhart Rodenwaldt wurde er 1939 in Berlin zum Dr. phil. promoviert. Danach war er wissenschaftlicher Hilfsarbeiter an der Universität Berlin und am Deutschen Archäologischen Institut. Das ihm für 1939/40 verliehene Reisestipendium des Deutschen Archäologischen Instituts konnte er auf Grund des Kriegsausbruches nicht antreten. Er diente von 1939 bis 1945 in der Wehrmacht, daher konnte er auch 1943 eine Stelle als Referent an der Abteilung Athen des Deutschen Archäologischen Instituts nicht antreten. 
Ab 1945 war er an der Universität Münster tätig, an der er sich 1947  habilitierte. 1962 wurde er apl. Professor, 1963 Wissenschaftlicher Rat und Professor am Institut für Klassische Archäologie in Münster. 1978 wurde er pensioniert.
Von 1951 bis 1954 grub er mit Ekrem Akurgal in Sinope. Von 1955 bis 1958 erforschte er mit Helmuth Theodor Bossert in Mopsuestia eine frühbyzantinische Kirche mit Mosaiken. Ab 1972 grub er eine frühbyzantinische Kirche in Aphrodisias (Kilikien) aus.

## Ehrungen
- Mitglied des Deutschen Archäologischen Instituts (1965 korrespondierendes Mitglied, 1985 ordentliches Mitglied)
- Bundesverdienstkreuz 1. Klasse (21. November 1986)[3]
- Verdienstorden des Landes Nordrhein-Westfalen (3. November 1994)[4]

## Veröffentlichungen (Auswahl)
- Die attischen Kouroi. Triltsch, Würzburg-Aumühle 1939.
- Jugendbildnisse des Caracalla und Geta. Aschendorffsche Verlagsbuchhandlung, Münster 1951.
- Severisches Relief in Palazzo Sacchetti. De Gruyter, Berlin 1955.
- mit Ekrem Akurgal: Vorläufiger Bericht über die Ausgrabungen in Sinope. Türk Tarih Kurumu Basimevi, Ankara 1956.
- Die Entstehung des antiken Repräsentationsbildes. De Gruyter, Berlin 1957.
- mit Richard Nicholls: A catalogue of the Greek and Roman sculpture in the Fitzwilliam Museum, Cambridge. Cambridge 1964.
- Antike Mosaiken in Kilikien.
  - Band 1 Frühchristliche Mosaiken in Misis-Mopsuhestia. Aurel Bongers, Recklinghausen 1969.
  - Band 2 Die heidnischen Mosaiken. Aurel Bongers, Recklinghausen 1972, ISBN 3-7647-0220-6.
- St. Pantaleon von Aphrodisias in Kilikien. Aurel Bongers, Recklinghausen 1987, ISBN 3-7647-0382-2.